# Lee Eun-chul
Lee Eun-chul (in hangŭl: 이은철; 3 gennaio 1967) è un ex tiratore a segno sudcoreano.

## Palmarès

### Olimpiadi
- 1 medaglia:
  - 1 oro (Barcellona 1992 nella carabina 50 metri a terra)